# Старый Синин
Старый Синин — деревня в составе Вендорожского сельсовета Могилёвского района Могилёвской области Республики Беларусь.

## Географическое положение
Ближайшие населённые пункты: Новый Синин, Угалье, Хоново.